# Pierre Nicole
Pierre Nicole (Chartres, 13 ottobre 1625 – Parigi, 16 novembre 1695) è stato un filosofo e teologo francese.

## Biografia
Iniziò il suo corso di studi a Parigi e lo proseguì alla Sorbona come discepolo del teologo casista Jacques de Sainte-Beuve (1613-1677) conseguendo il baccalaureato in teologia nel 1649 quando già insegnava a Port-Royal dal 1646 contribuendo nel contempo alle polemiche nate sull'Agustinus di Giansenio che era stato pubblicato postumo a Lovanio nel 1640. Da questo momento Nicole, che aveva ormai interrotto la carriera ecclesiastica rimanendo per tutta la vita un chierico, senza mai entrare nel sacerdozio, divenne amico del teologo, filosofo e matematico Antoine Arnauld, uno dei capofila del giansenismo, condividendo con lui la discussione politica religiosa a cui partecipava usando, per propria sicurezza, nel corso degli anni, diversi pseudonimi
Fu Nicole a fornire a Blaise Pascal la documentazione usata per l'opera Les provinciales (1656) dove l'autore polemizzava contro la condanna di Arnauld per le sue concezioni gianseniste; lo stesso Nicole poi tradusse in latino l'opera di Pascal che fece pubblicare a Colonia nel 1658 con lo pseudonimo di Guillame Wendroc.
Dalla collaborazione con Arnauld nacque quella che è stata considerata per molto tempo in Francia la principale fonte degli studi di logica: La Logique ou l'art de penser (o Logica di Port-Royal), pubblicata anonima a Parigi nel 1662. Nell'opera si trattavano, oltre che gli argomenti di logica, quelli relativi al linguaggio e alla gnoseologia rifacendoosi soprattutto ai temi cartesiani delle idee chiare e distinte e alla ragione come "lume" appartenente per natura a tutti gli uomini. Per gli autori la logica non è più quella formale e scolastica che insegna l'arte del discorso corretto ma quella di «ben condurre la propria ragione».
Frutto del lavoro in comune con Arnauld poi, sempre relativamente alla polemica giansenista, fu la pubblicazione nel 1664 del Justes plaintes des théologiens, del Traité de la foi humaine e dell'Apologie des religieuses.
Fra il 1664 e il 1665 Nicole pubblicò le Lettres sur l'hérésie immaginaire: un'opera che si rifaceva alle Provinciales di Pascal, in difesa dell Augustinus di Giansenio, che papa Innocenzo X aveva condannato, con la bolla Cum occasione (1653), come eretica e che la facoltà di teologia di Parigi aveva individuata come fonte principale della dottrina giansenista.
L'anno 1667 vide con la cosiddetta "Pace della Chiesa", la fine temporanea dello scontro tra cattolici e giansenisti che riprese nel 1679 quando si accentuò la persecuzione dei giansenisti a causa della quale Nicole e Arnauld furono costretti a rifugiarsi nei Paesi Bassi. Nicole alla fine però si accordò con la Chiesa di Roma che gli consentì di tornare in patria nel 1683. Ormai abbandonate le tesi gianseniste di Arnauld, Nicole diede prova del suo ravvedimento con la pubblicazione, avvenuta postuma nel 1715, del Traité de la grâce générale.
Negli ultimi anni della sua vita letteraria Nicole si dedicò alla trattazione di temi legati alla discussione contemporanea sulla filosofia e la teologia della preghiera e al movimento quietista.
Nicole fu inoltre autore degli Essais de morale, un'opera monumentale di ben sei volumi, pubblicati a Parigi nel 1671 e di opere di estetica  (Epigrammatum delectus, del 1659; Dissertatio de vera pulchritudine et adombrata, dello stesso anno; Traité de la comédie, del 1667) e di pedagogia (De l'éducation d'un prince, del 1670).
La sua salma fu inumata nella chiesa di San Medardo a Parigi.